# El temible burleta
El temible burleta (títol original en anglès: The Crimson Pirate) és una pel·lícula dels Estats Units de Robert Siodmak, estrenada el 1952. Ha estat doblada al català.

## Argument[2]
Segle XVIII. Enfrontaments marítims i rivalitats de cor a les Antilles, entre un representant del rei d'Espanya i un pirata intrèpid. Tot un clàssic del cinema de pirates que narra les aventures de Burt Lancaster i el seu acrobàtic i inseparable company Cravat, uns temibles pirates que terroritzen les tripulacions dels vaixells.

## Repartiment
- Burt Lancaster: Capità Vallo anomenat El Pirata roig
- Nick Cravat: Ojo
- Eva Bartok: Consuelo
- Torin Thatcher: Humble Bellows
- James Hayter: Professor Elie Prudence
- Leslie Bradley: El baró Don José Gruda
- Margot Grahame: Bianca
- Noel Purcell: Pablo Murphy
- Frederick Leicester: El Libre
- Christopher Lee: Joseph
- Dana Wynter: La Signorita
- Eliot Makehan: Governador
- Charles Farrell:Poison paul

## Al voltant de la pel·lícula
- El guió va ser inicialment escrit per Waldo Salt però va ser denunciat per comunista i el seu guió va ser doncs esquinçat.
- Es tracta de la tercera pel·lícula produïda per la societat de Burt Lancaster.[3]
- Burt Lancaster troba per tercera vegada el realitzador Robert Siodmak amb qui havia debutat a The Killers  el 1946.[3]
- L'escena on Burt Lancaster fa una acrobàcia al començament de la pel·lícula ha estat dirigida sense doblar.[3]
- Burt Lancaster retroba aquí Nick Cravat que va ser company seu al circ. El paper de Cravat a la pel·lícula és mut, ja que la seva veu va ser jutjada inutilitzable a la pantalla.[3]